# Swansong
Swansong is het vijfde album van de Britse band Carcass.
Het is het laatste album voordat de groep uiteenging, en ook het laatste album met Owen op drums; hij zou in 1999 een hersenbloeding krijgen. Zoals de meeste albums van de band, is dit album een behoorlijk ander album dan Heartwork. Swansong laat het pure deathmetalgeluid grotendeels achter zich en richt zich op de meer rockgeoriënteerde death-'n-roll.

## Tracks
1. "Keep on Rotting in the Free World"
2. "Tomorrow Belongs to Nobody"
3. "Black Star"
4. "Cross My Heart"
5. "Childs Play"
6. "Room 101"
7. "Polarized"
8. "Generation Hexed"
9. "Firm Hand"
10. "R**k the Vote"
11. "Don't Believe a Word"
12. "Go to Hell"

## Bezetting van de band tijdens opname
- Carlo Regadas
- Ken Owen
- Bill Steer
- Jeff Walker